# Myrmarachne dirangicus
Myrmarachne dirangicus este o specie de păianjeni din genul Myrmarachne, familia Salticidae, descrisă de Bastawade în anul 2002. Conform Catalogue of Life specia Myrmarachne dirangicus nu are subspecii cunoscute.